# Cole Konrad
Cole Marshall Konrad (* 2. April 1984 in Appleton, Wisconsin) ist ein ehemaliger US-amerikanischer Ringer und derzeitiger Mixed-Martial-Arts-Kämpfer. Er war panamerikanischer Meister 2005 im freien Stil im Schwergewicht.

## Werdegang
Cole Konrad besuchte eine High School in New London, wo er im jugendlichen Alter mit dem Ringen begann. Er wechselte später an die Freedom High School in Freedom, wo er diesen Sport weiterhin betrieb und auch mit dem American Football begann. Er rang zunächst in beiden Stilarten, dem griechisch-römischen und dem freien Stil. Im Jahre 2002 wurde als High-School-Ringer Meister von Wisconsin im Schwergewicht. Außerdem wurde er in diesem Jahr US-amerikanischer Juniorenmeister sowohl im freien als auch im griech.-römischen Stil im Schwergewicht.
Ab 2003 studierte Cole Konrad an der University of Minnesota. Er gehörte dabei auch den so genannten „Golden Gophers“ an, dem Ringerclub dieser Universität. Sein Trainer war dort J. Robinson. Im Jahre 2004 belegte er bei den NCAA Championships (USA-Studentenmeisterschaft) im freien Stil im Schwergewicht den 4. Platz. 2005 kam er schon auf den 2. Platz und im Jahre 2006 gewann er diesen Titel mit einem bemerkenswerten Sieg über Steve Mocco. Schließlich holte er sich diese Meisterschaft auch noch im Jahre 2007.
Im Jahre 2005 startete der stämmige und kraftvolle Ringer seine internationale Karriere. Er wurde dabei in Guatemala-Stadt panamerikanischer Meister im Schwergewicht vor Yonsy Sanches aus Venezuela und dem mehrfachen Medaillengewinner bei Weltmeisterschaften Alexis Rodríguez Valera aus Kuba. Im Jahre 2006 versuchte sich Cole Konrad für die Weltmeisterschaft zu qualifizieren, belegte aber bei der US-amerikanischen Ausscheidung (Trials) hinter Tolly Thompson und Steve Mocco aber nur den 3. Platz. Im gleichen Jahr gewann er aber bei der Universitäten-Weltmeisterschaft in Ulaanbaatar im Schwergewicht eine Bronzemedaille.
2007 wurde Cole Konrad US-amerikanischer Vize-Meister im Schwergewicht hinter Thomas Rowlands, aber noch vor Steve Mocco und Tervel Dlagnev. Cole Konrad, der im Jahre 2007 sein Studium mit dem Masters-Degree in Sportmanagement beendete und nach Wegfall eines Stipendiums vor wirtschaftlichen Problemen stand, beteiligte sich im Jahre 2008 noch an den Olympia-Trials, war aber dort schon nicht mehr in Form und schied bereits in der Vorrunde aus. Nach diesen Trials beendete er seine Ringerkarriere im Alter von erst 24 Jahren und unterschrieb bei den Minnesota Vikings einen Vertrag als American-Football-Profi. Inzwischen verdient Konrad sein Geld als Mixed-Martial-Arts-Kämpfer. Als solcher trat er vor allem beim Veranstalter Bellator FC an und hielt am 14. Oktober 2010 eine Kampfbilanz von sieben Siegen und null Niederlagen.

## Internationale Erfolge
| Jahr | Platz | Wettbewerb                                        | Gew.-Kl. | |
| 2005 | 1.    | Panamerikanische Meisterschaft in Guatemala-Stadt | Schwer   | vor Yonsy Sanchez, Venezuela, Alexis Rodríguez Valera, Kuba u. Renato Cunha, Brasilien                                                                  |
| 2006 | 3.    | Universitäten-WM in Ulaanbaatar                   | Schwer   | hinter P. Alijanihadji, Iran u. S. Swatkowski, Kasachstan, gemeinsam mit Arjan Bhullar, Kanada, vor P. Rangelow, Bulgarien u. Innokenti Zykow, Russland |
| 2007 | 4.    | Sunkist Kids Open in Phoenix (Arizona)            | Schwer   | hinter Tervel Dlagnev, Les Sigman u. Mike Faust |
| 2007 | 5.    | Hargobind Cup in Surrey/Kanada                    | Schwer   | hinter Steve Mocco, Les Sigman u. Pat Cummins, alle USA, sowie Arjan Bhullar                                                                            |

Anm.: alle Wettbewerbe im freien Stil, Schwergewicht, bis 120 kg Körpergewicht

## Nationale Erfolge
| Jahr | Platz | Wettbewerb                       | Stil | Gew.-Kl. |                                                           |
| 2002 | 1.    | US-amerik. Juniorenmeist.        | GR   | Schwer   | vor John May u. Grant Miller                              |
| 2002 | 1.    | US-amerik. Juniorenmeist.        | F    | Schwer   | vor Joel Powers u. John May                               |
| 2004 | 4.    | NCAA-Championships               | F    | Schwer   | hinter Thomas Rowlands, Pat Cummins u. Leonce Crump       |
| 2005 | 2.    | NCAA-Championships               | F    | Schwer   | hinter Steve Mocco, vor Pat DeGain u. Greg Wagner         |
| 2006 | 3.    | WM-Trials                        | F    | Schwer   | hinter Tolly Thompson u. Steve Mocco                      |
| 2006 | 1.    | US-amerik. Studentenmeist. (AAU) | F    | Schwer   | vor Ty Watterson und Stefan Tighe                         |
| 2006 | 1.    | NCAA-Championships               | F    | Schwer   | vor Steve Mocco, greg Wagner u. Cain Velasquez            |
| 2007 | 2.    | USA-Meisterschaft                | F    | Schwer   | hinter Thomas Rowlands, vor Steve Mocco u. Tervel Dlagnev |
| 2007 | 1.    | NCAA-Championships               | F    | Schwer   | vor Aaron Anspach u. Dustin Fox                           |

Anm.: GR = griechisch-römischer Stil, F = freier Stil, NCAA = US-amerik. Hochschul-Sportverband, AAU = Amateur Athleten Union